# Haus Vorwärts

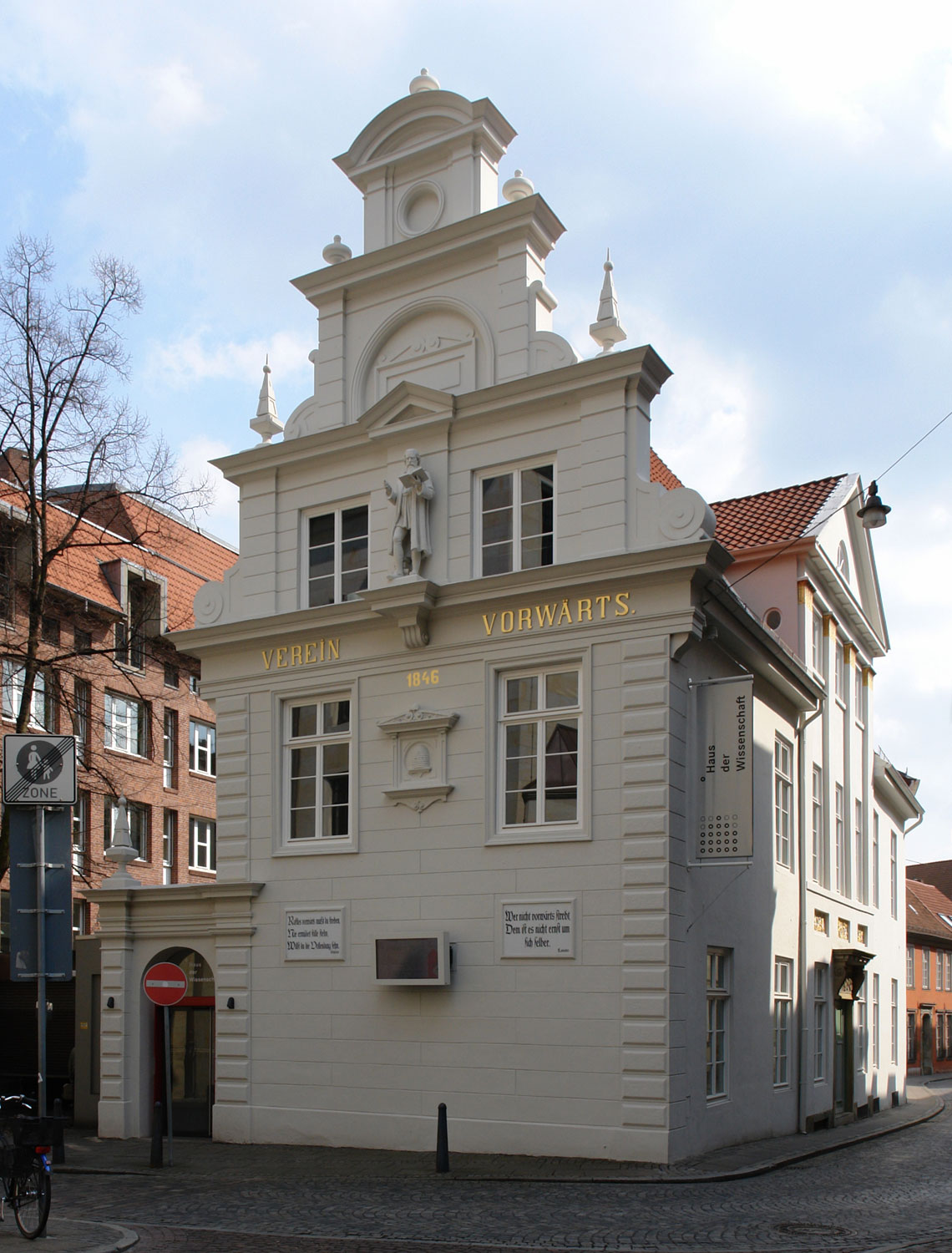
Haus Vorwärts, seit 2005 Haus der Wissenschaft

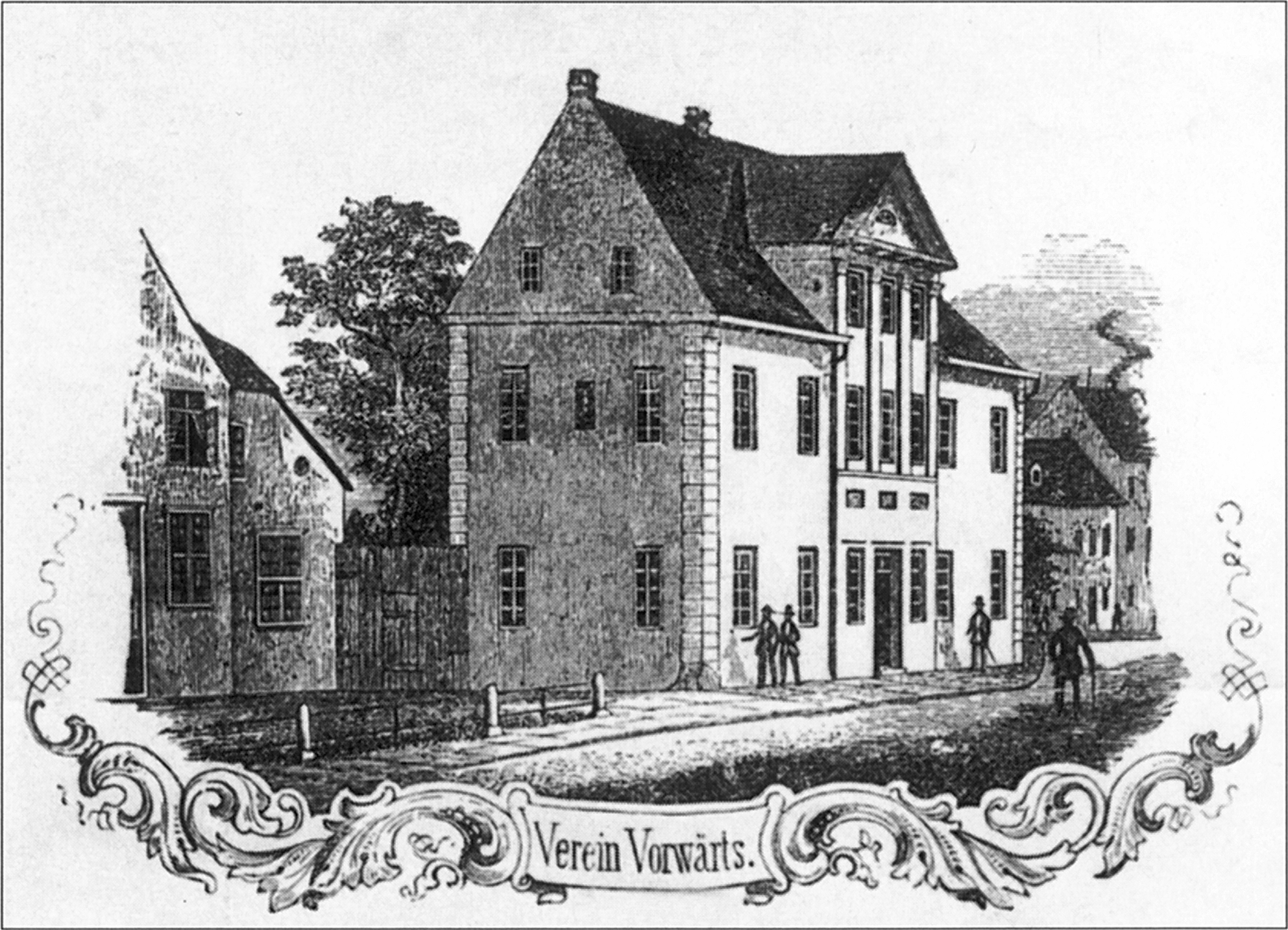
Haus Vorwärts um 1865

Das Haus Vorwärts in der Sandstraße 4–5, direkt neben dem Bremer Dom, gehört zu den ältesten Gebäuden der Bremer Altstadt. Seit 2005 dient das Gebäude als Haus der Wissenschaft dem gleichnamigen Verein als Schaufenster für die Wissenschaft. Zuvor hatte über 120 Jahre hier der Verein Vorwärts sein Domizil.
Das Gebäude steht seit 1973 unter Denkmalschutz.

## Geschichte
Das Domgebiet mit seinen Besitzungen fiel nach dem Dreißigjährigen Krieg durch den Westfälischen Frieden in schwedischen Besitz. Sowohl die schwedische Krone als später auch Georg III., Kurfürst von Hannover, ließen ihr Eigentum in Bremen verwalten und sich über Zustand und Mieteinnahmen berichten. Diese Dokumente ermöglichen, neben anderen Quellen, einen umfassenden Überblick über die Immobilien des Bistums zur jeweiligen Zeit. In der Registratur des Domkapitels von 1726 werden zum Beispiel 158 Häuser mit Straßennamen aufgelistet. Da Hausnummern zu jener Zeit noch nicht bekannt waren, erhielten die Objekte in den Aufstellungen laufende Nummern.
Ende des 18. Jahrhunderts beherbergte das Domgebiet ein buntes Gemisch armer und reicher Leute. Neben Werkstätten und Wohnungen von Handwerkern und Arbeitern fanden sich Armenschulen, Witwen- und Waisenhäuser, aber auch zunehmend – wegen der zentralen Lage – vom Bistum erworbene Häuser des Bildungsbürgertums.
1846 wurde der Verein Vorwärts gegründet. Die Initiative ging vom Kaufmann Johann Caspar Koop aus, der die Idee hatte einen Zigarrenmacher-Bildungsverein zu gründen. Zusammen mit dem Redakteur der Bremer Zeitung Karl Theodor Andree wurde am 20. Dezember 1846 die erste Versammlung im Hause der Buchtstrasse 57 abgehalten und 144 Personen erklärten ihren Beitritt und wählten einen Vorstand mit Franz Münnich als Vorsitzenden (Präsident).

### Die Sandstraße 4 und 5

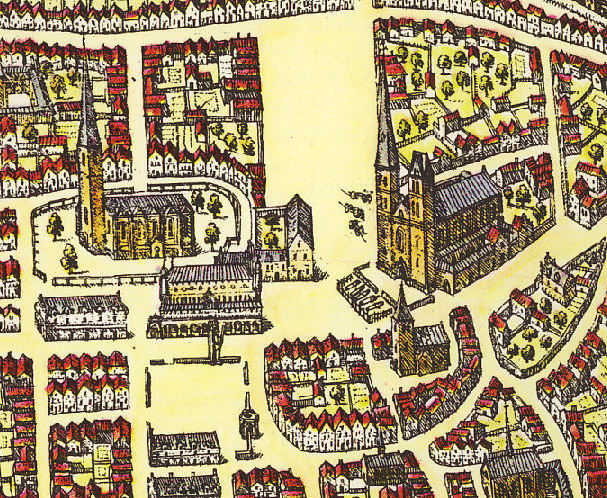
Bremen um 1600. Ausschnitt Liebfrauenkirche, Rathaus und Dom (dahinter die Sandstraße)

Die Sandstraße verläuft auf der Nordseite des Dom vom Domshof zur Violenstraße (früher Buchtstraße). Der Straßenname verweist auf den Dünensand, auf dessen Höhe die Straße verläuft. Die Bremer Düne hat hier um den Petri-Dom ihre größte Höhe. Die Bebauung ist schon auf einer Karte von Braun und Hogenberg von 1588 sichtbar. Da das Aussehen der Gebäude auf Stadtplänen und Ansichten des 16. und 17. Jahrhunderts nur ungenau und stark schematisiert dargestellt wurde, ist das Erscheinungsbild der Sandstraße 4–5 darin nicht erkennbar. Erst auf den genaueren Stadtplänen von 1750 und 1794 sind die Gebäude zu identifizieren. Die Lücke zwischen den Einzelhäusern, anfangs durch einen Hofplatz oder einfache Verschläge gebildet, wurde nach und nach überbaut; das trifft auch für das später zum Verein Vorwärts gehörende Haus Nr. 3 zu (heute Landesamt für Denkmalpflege). Seine heutige Gestalt erhielt der Gebäudekomplex erst im 19. und 20. Jahrhundert.
Das Haus Sandstraße 4, der Giebel weist südlich Richtung Dom, wird wohl schon seit den 1670er Jahren als Klippschule, auch Armen- oder Domnebenschule genannt, benutzt. Schullehrer ist zu der Zeit ein Mann namens Tamao oder Tammaei. Mindestens seit 1712 ist die Verwendung als Schule gesichert, weil die jeweiligen Schulmeister namentlich bekannt sind. Lehrer war zu dieser Zeit kein angesehener Beruf, sie mussten an der Klippschule ihren Lebensunterhalt durch die Einnahmen aus Schulgeld bestreiten, die Miete zahlte allerdings die Dom-Strukturei. Auch die Wohnverhältnisse in diesem Bude genannten Haus, das nach 1745 ein erstes Geschoss aus Fachwerk erhielt, waren sehr einfach. Karriere hat an dieser Schule nur Hermann Rautenberg gemacht, er wird nach wenigen Jahren 1802 zum Schreib- und Rechenmeister an die deutsche Domschule befördert. 1818 kauft Senator Franz Friedrich Droste jun. das Haus, die Schule wird zur Violenstraße 6 verlegt.
1834 verkauft Droste das Haus an den „Dekorationsmaler“ Anton Rosenkranz und den „Musikus“ Johann Diedrich Weingardt. Sie bauen es zu zwei Wohnungen aus und es erhält noch im gleichen Jahr die Hausnummern 4 und 4a.
Nach weiteren Besitzerwechseln in beiden Häusern wird 1897 Haus Nr. 4 von der Witwe Friedrich Heim an den Verein Vorwärts verkauft. Der Schätzwert betrug 18.000 Mark, sie überlässt es dem Verein, offenbar weil sie die Arbeit des Vorwärts für unterstützenswert hält, für 15.000 Mark.
Haus Nr. 4a, das der Damenschneider Johann Ferdinand Steinbach 1865 für 5.500 Taler erworben hat, wird 1908 von dessen Witwe für 20.000 Mark an den Verein Vorwärts veräußert.
Das Haus Sandstraße 5 ist, wie auch Nr. 4, auf Plänen und Zeichnungen im Grundriss von der Altstadt Bremen, die Johann Christian Danckwerth 1750 auf Gesuch des Königshauses mit Grundrissen, Aufrissen der einzelnen Stockwerke, sowie Fassaden- und Profilansichten angefertigt hat, so exakt beschrieben, dass man sich heute genaue Vorstellungen vom Aussehen zu dieser Zeit machen kann. Danach ist das Haus Nr. 5 ein schmuckloser, zweigeschossiger Bau. Eine Gaube hat das Haus zu diesem Zeitpunkt nicht, oder nicht mehr, und auch die im Dach befindliche Winde ist nicht zu erkennen.
Erster nachweisbarer Mieter ist seit 1705 Albert Gröning (1675–1737), Ratsherr von 1720 bis zu seinem Tod. Für die Instandsetzung des Hauses zahlt er 600 Reichstaler Vorschuss, ab 1712 beträgt die Miete dann jährlich 60 Reichstaler. Seine Witwe Kunigunda Coch wohnt bis zu ihrem Tod 1759 in dem zuvor 30 Jahre gemeinsam mit ihrem Mann bewohnten Haus.
Nicht gesichert ist, ob Senator Franz Friedrich Droste sen. der direkte Mietnachfolger ist. 1796 jedenfalls schließt er einen Mietvertrag auf 10 Jahre ab für jährlich 85 Reichstaler.
Für die Zeit von 1808 bis 1818 liegen keine Mietkontrakte vor (seit 1803 ist das Domgebiet Teil von Bremen).
Franz Friedrich Droste jun., Sohn von Senator Droste sen., kauft das Haus Sandstraße 5 im Oktober 1818 (und Nr. 4 im Dezember 1818) von der Stadt Bremen. Neben ihm ist von 1813 bis 1817 auch der Jurist Johann Ludwig Carl Meister dort ansässig.
Von den Erben Franz Friedrich Drostes erwirbt der Kaufmann Heinrich Levin Rooge 1851 das Gebäude für 10.575 Reichstaler, wohnt aber nicht selbst darin und verkauft es 1853 für 11.000 Reichstaler an den Verein Vorwärts.
Auf der anderen Straßenseite, Ecke Sandstraße/Buchtstraße, wohnte Ende des 18. Jahrhunderts der Arzt und Astronom Heinrich Olbers und richtete sich dort 1799/1800 eine kleine Sternwarte ein. Das Haus existiert heute nicht mehr.

### Altersbestimmung

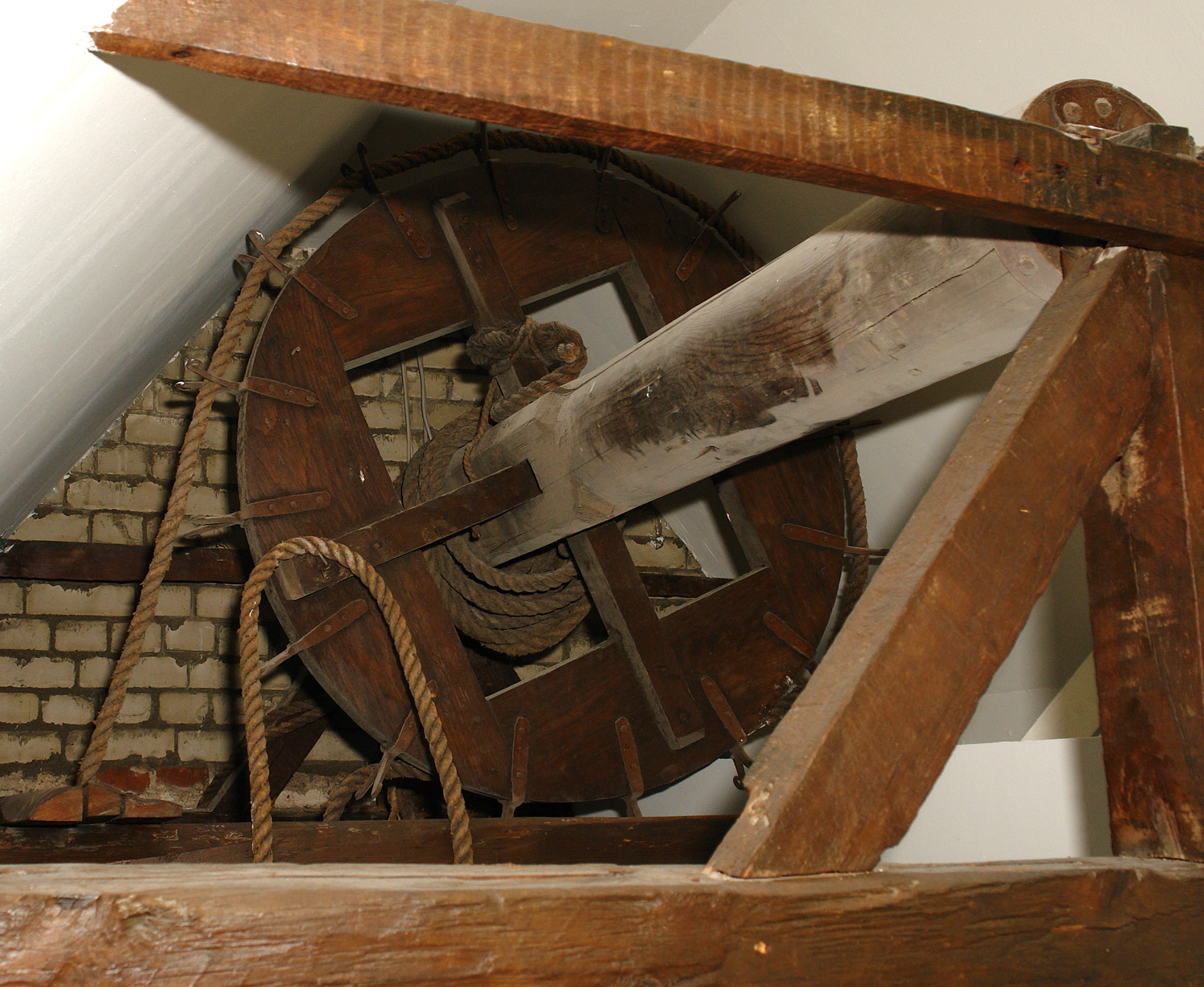
Die Winde im Dachstuhl

Eine am Westgiebel angebrachte Tafel datiert die Erbauung des Gebäudes Sandstraße 5 um 1790. Rudolf Stein, Denkmalpfleger in Bremen von 1952 bis 1964, gibt die Entstehung um 1805 an. Der ehemalige Leiter des Amtes für Denkmalpflege, Hans Christoph Hoffmann, ordnet die Hauptbausubstanz zwischen 1650 und 1700 ein. Und Wilhelm Lührs, ehemals Archivdirektor des Staatsarchiv Bremen, legt sich auf vor 1750 fest.
Im Zusammenhang mit Umnutzungsplänen wurden Teile der Gebäudesubstanz 2001 von der Universität Hamburg dendrochronologisch untersucht. In einem Teil des Dachstuhls fand man Eichenholz, das zwischen 1495 und 1499 gefällt wurde. Auch eine im Dachgeschoss installierte Winde stammt aus dieser Zeit. Ein Gutachten des Restaurators Heinrich Kleine erhärtet den Befund: Das Holz weise keine Anzeichen einer Zweitverwendung in diesem Gebäude auf und auch die Konstruktion des Daches spricht für eine zeitliche Einordnung um 1500. Eine andere Quelle hält es für wahrscheinlicher, dass beim Neubau im 19. Jahrhundert Dachbalken eines anderen Hauses Verwendung fanden.
Eine weitere Untersuchung nach der Radiokohlenstoffmethode in einem Kieler Labor ergab, dass die Eichen für den Dachstuhl um 1434 gefällt wurden. Unbekannt ist allerdings, wie lange das Holz bis zum Bau gelagert wurde.
Es wird angenommen, dass dieser Teil des heutigen Haus Vorwärts bereits Ende des 15. Jahrhunderts zweigeschossig vorhanden war.

## Haus Vorwärts

### Sandstraße 5
Nach dem Erwerb der Sandstraße 5 durch den Verein Vorwärts im Jahr 1853 wurden zunächst kleinere Umbauten vorgenommen, 1859 wurde eine erste Turnhalle gebaut und weitere An- und Umbauten vorgenommen.
Seinen schmückenden, vom Architekten Wilhelm Hermann Lüninghusen geplanten, Richtung Domshof weisenden Giebel erhielt das Gebäude 1882, nachdem die Wilhadistraße angelegt und dafür das Nachbargebäude gen Westen abgerissen wurde. Die Fassade war renovierungsbedürftig und der neue Treppengiebel wird nun sozusagen das Aushängeschild des Vereins. Auf dem Sims Johannes Gutenberg, der Erfinder des Buchdrucks, mit einem Buch in der linken Hand. Darunter ein Bienenkorb, der sinnbildlich einen der wichtigsten Grundsätze des Vereins herausstellen soll, den Fleiß. Und ergänzend dazu Zitate von Friedrich Schiller und Johann Caspar Lavater auf Tafeln unter den Fenstern im ersten Stock:

„Rastlos vorwärts mußt du streben, Nie ermüdet stille stehn, Willst du die Vollendung sehn.“

„Wer nicht vorwärts strebt, Dem ist es nicht ernst um sich selber.“

Unter dem Sims steht in goldenen Lettern: Verein Vorwärts. und 1846, das Gründungsjahr des Vereins.
Nachdem im November 1924 Gesimsstücke aus dem Giebel heruntergefallen waren und eine Untersuchung die starke Verwitterung des oberen Teils ergab, wurde er 1925 in einfacher Form instand gesetzt. Die finanzielle Situation des Vereins nach dem Ersten Weltkrieg ließ Baumaßnahmen in größerem Umfang nicht zu. 1991/92 lässt das Landesamt für Denkmalpflege den Giebel anhand der Unterlagen Lüninghusens rekonstruieren, so dass die ursprüngliche Gestaltung von 1882 wieder hergestellt ist.

### Sandstraße 4

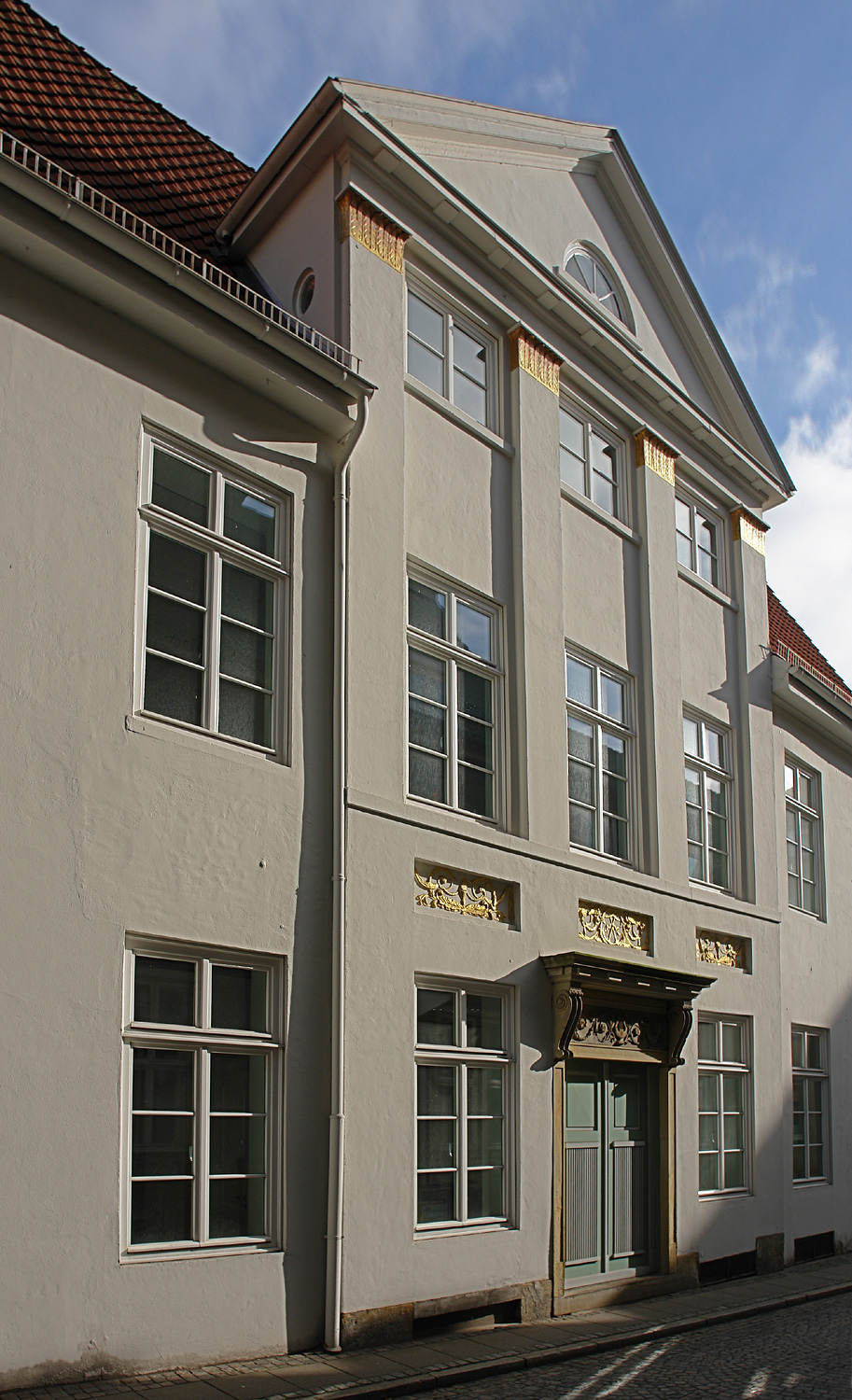
Risalit an der Front zur Sandstraße (um 1819)

Im Haus Sandstraße 4 entstand nach dem Erwerb 1897 ein großer Saal, für den zwei alte Balkenlagen ersetzt und die Fassade verändert wurde. Die Baumaßnahmen sind so umfangreich, dass das Gebäude zwischenzeitlich einem Bauskelett gleicht und die Kosten noch einmal etwa zwei Drittel des Kaufpreises betragen. Der Saal, er dient dem Verein später als Sängersaal, bekommt eine moderne Gasbeleuchtung, Doppelfenster mit Griffen aus Bronze und eine Decke in „etwas reicherer Ausführung“, wie dem Auftrag an den Maler zu entnehmen ist.
Vermutlich ist bei diesem Umbau auch das Wappen am Haus angebracht worden. Es wird zeitlich um 1800 datiert und zeigt die Symbole: Bienenkorb (für Fleiß), Eule auf Buch (für Gelehrsamkeit), Fruchtkorb (für die Früchte des Lernens), Reißschiene, Winkel, Zirkel und Papierrolle (für ingeniöses Studium) und das bremische Wappen. Symbole, die die Bildungsarbeit des Vereins Vorwärts repräsentieren.
Die schmückende Front zur Sandstraße ist vermutlich schon um 1819 vom damaligen Besitzer Franz Friedrich Droste jun. beauftragt worden, der für Umbauten Handfesten im Wert von 7000 Reichstalern auf Haus und Grundstück bewilligen ließ. Als der Verein das Haus kaufte, war die Fassade bereits mit dem dreigeschossigen Mittelrisalit, den Pilastern in den Obergeschossen, dem dreieckigen flachen Giebel und den Sandsteinreliefs über der Tür und den unteren Fenstern ausgestattet.

### Sandstraße 4a
Von den Vereinsgebäuden umschlossen war bis 1908 das Haus Nr. 4a, in dem noch die Familie Steinbach wohnte. Ob nach dem Verkauf an den Verein größere Umbauten erfolgen, ist nicht bekannt. Nach dem Zweiten Weltkrieg entsteht dort eine Gaststätte mit Getränkeausschank, die 1972 die Konzession für eine „Bier- und Speisewirtschaft mit unbeschränktem Ausschank und der Durchführung von Tanzveranstaltungen“ erhält.

### Weitere Nutzung
1910, zwei Jahre nach Ankauf des Hauses Sandstraße 4a, bestanden Pläne des Vorstands zum Abriss der Häuser und Neubau eines Vereinshauses, die aber nicht umgesetzt wurden. Auch ein Teilabriss für die von der Stadt beabsichtigte Verbreiterung der Sandstraße – der Verein hatte dafür 1916 einen Abtretungsvertrag mit der Stadt Bremen geschlossen – war durch eine neue Linienführung unter Einbeziehung der gegenüberliegenden Vorgärten nicht mehr erforderlich.
1970 tritt der Verein seine Gebäude an die Stadt Bremen ab und erwirbt von ihr für den Neubau eines Vereinshauses ein Grundstück in der Violenstraße. Der Auszug erfolgt 1973.
Von 1974 bis 2000 werden die Gebäude von der Polizei genutzt, 1982–84 wird die fast 100 Jahre alte Turnhalle für den Bau des Parkhauses Violenstraße abgerissen.
2004 kauft die Dr. Hübotter Wohnungsbau GmbH des Bremer Bauunternehmers und Mäzens Klaus Hübotter die Gebäude und führt eine denkmalgerechte Sanierung und den Umbau zum „Haus der Wissenschaft“ durch.

## Heutige Nutzung
Unter dem Namen „Haus der Wissenschaft“ finden in dem Gebäude Ausstellungen, Vorträge und Diskussionen zu aktuellen Themen aus Wissenschaft und Forschung statt und es werden Einblicke in die Arbeiten der Universitäten, Hochschulen und Forschungsinstitute gegeben.
Die Träger des Verein Haus der Wissenschaft e. V. sind: Universität Bremen, Jacobs University Bremen, Hochschule Bremen, Hochschule Bremerhaven, Hochschule für Künste, Fraunhofer-Institut, Max-Planck-Institut, Alfred-Wegener-Institut, Bremen Marketing Gesellschaft und die Wittheit zu Bremen.